# Ralph Bellamy
Ralph Rexford Bellamy (ur. 17 czerwca 1904 w Chicago, zm. 29 listopada 1991 w Santa Monica) – amerykański aktor filmowy, teatralny i telewizyjny. Laureat Tony Award i Oscara Honorowego za całokształt pracy aktorskiej.
8 lutego 1960 otrzymał własną gwiazdę w Alei Gwiazd w Los Angeles znajdującą się przy 6542 Hollywood Boulevard.

## Życiorys
Urodził się w Chicago w Illinois jako syn Lilli Louise (z domu Smith) i Charlesa Rexforda Bellamy’ego. Jego matka pochodziła z Hamilton w Ontario w Kanadzie (chociaż jej własny ojciec pochodził z Nowego Jorku). W 1922 ukończył New Trier High School w Winnetka. W wieku 15 lat udało mu się zdobyć zatrudnienie z pokazami objazdowymi. W 1925 zaczął tam grać na scenie w Nowym Jorku i do 1927 był właścicielem własnego teatru Ralph Bellamy Players.
W 1929 trafił na Broadway w roli Bena Davisa w komedii Chłopak z miasta. W 1931 zadebiutował w roli Johnny’ego Franksa w dramacie kryminalnym Tajemnicza szóstka (1931). Następnie zagrał główne role w dziesiątkach filmów klasy B, w tym także w pięciu filmach z Fay Wray i tytułową rolę w serii Ellery Queen (1940, 1941). Za rolę Daniela Leesona w komedii romantycznej Leo McCareya Naga prawda (1937) z Irene Dunne i Carym Grantem zdobył nominację do Oscara dla najlepszego aktora drugoplanowego. Potem zagrał podobną rolę, naiwnego chłopaka rywalizującego z wyrafinowaną postacią Granta, w komedii Howarda Hawksa Dziewczyna Piętaszek (1940). W 1958 został uhonorowany Tony Award za kreację Franklina Delano Roosevelta w sztuce Wschód słońca w Campobello.
Zmarł 29 listopada 1991 w wieku 87 lat na chorobę płuc w Saint John’s Health Center w Santa Monica w Kalifornii.

## Wybrana filmografia

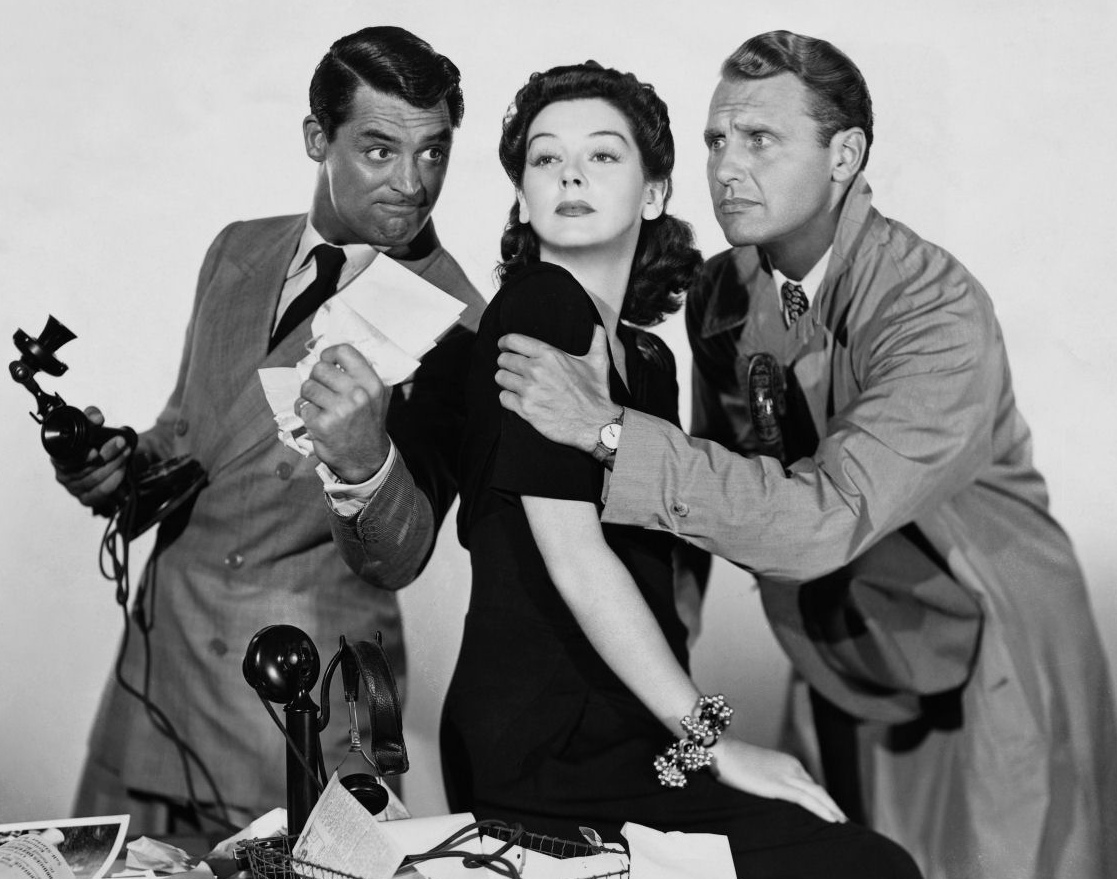
Cary Grant, Rosalind Russell i Bellamy w filmie Dziewczyna Piętaszek (1940)

### Filmy fabularne
- 1937: Naga prawda jako Daniel Leeson
- 1938: Zakochana pani jako Stephen Arden
- 1940: Dziewczyna Piętaszek jako Bruce Baldwin
- 1940: Orchid, brat gangstera jako Clarence P. Fletcher
- 1941: Wilkołak jako pułkownik Paul Montford
- 1942: Duch Frankensteina jako Erik Ernst
- 1943: Stage Door Canteen jako Ralph Bellamy
- 1944: Guest in the House jako Douglas Proctor
- 1966: Zawodowcy jako Joe Grant
- 1968: Dziecko Rosemary jako dr Abraham Sapirstein
- 1972: Cancel My Reservation jako John Ed
- 1977: O mój Boże! jako Sam Raven
- 1983: Nieoczekiwana zmiana miejsc jako Randolph Duke
- 1987: Trzech wesołych pielęgniarzy jako Albert Dennison
- 1988: Książę w Nowym Jorku jako Randolph Duke
- 1988: Dobra matka jako Frank, dziadek
- 1990: Pretty Woman jako James Morse

### Seriale TV
- 1961: Rawhide jako sędzia Quince
- 1967: Strzały w Dodge City jako szeryf Bassett
- 1983: Domek na prerii jako dr Marvin Haynes
- 1984: Wichry wojny jako Franklin Delano Roosevelt
- 1988: Wojna i pamięć jako Franklin Delano Roosevelt

## Nagrody
| Rok  | Nagroda                           | Kategoria                                           | Tytuł                      |
| ---- | --------------------------------- | --------------------------------------------------- | -------------------------- |
| 1958 | Tony Award                        | Najlepszą kreacja pierwszoplanowego aktora w sztuce | Wschód słońca w Campobello |
| 1984 | Nagroda Gildii Aktorów Ekranowych | Nagroda za całokształt twórczości                   | –                          |
| 1987 | Nagroda Akademii Filmowej         | Oscar Honorowy                                      | –                          |